# الكنيسة وشارع ويلسلي
الكنيسة وشارع ويلسلي (Church and Wellesley) هو حي للمثليين في تورونتو، أونتاريو، كندا. في حين يشكّل الحي مركزًا اجتماعيًا، ويحوي الحدائق، والبارات، والمطاعم، والمتاجر التي تخدم مجتمع المثليين، تجده يحمل أيضًا صبغة تاريخية، إذ تجد فيه منازلًا وشققًا فيكتورية يرجع تاريخها إلى أواخر القرن التاسع عشر وأوائل القرن العشرين، ويعيش العديد من المثليين في الأحياء السكنية القريبة أيضًا، مثل كاباغي تاون، وبلدة سانت جيمس، وسانت لورانس، وريفرديل ومنطقة الغاردن.
تستضيف الكنيسة وشارع ويلسلي احتفالات أسبوع الفخر السنوي، وهو أكبر حدث من نوعه في كندا بأكثر من 90 عربة، ومئات الآلاف من الحشود، بينما يقام حَدَث فخر تورونتو في نهاية آخر أسبوع في شهر يونيو، وبعد ظهر السبت تنطلق مسيرة دايك المقتصرة على النساء، ويُقام معرض مجتمعي يستغرق عطلة نهاية الأسبوع، ويغلق ويلسلي بين يونغ والكنيسة، ويشتمل على جداول لمجموعات متنوعة مشاركة في ثقافة المثليين أو مرتبطة بها.
يوجد في الحي أيضًا النصب التذكاري للإيدز الموجود في منتزه باربرا هول، حيث تُحفر أسماء أفراد المجتمع الذين ماتوا بسبب مرض الإيدز على لوحات برونزية، ويُحتفل سنويًا على ضوء الشموع أمام النصب التذكاري للإيدز خلال أسبوع الفخر.

## نظرة عامة

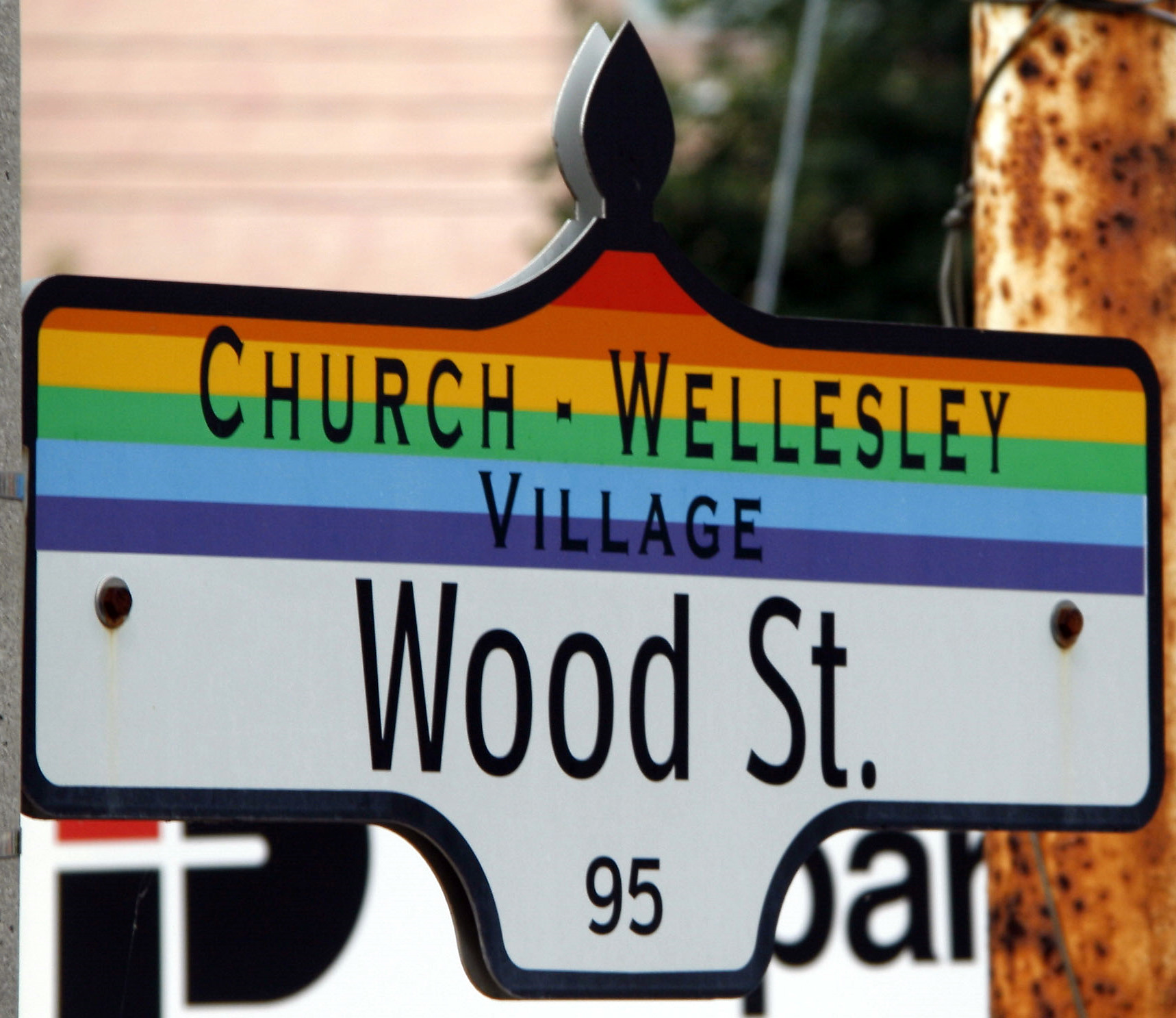
لافته

### الأسماء البديلة
للحي العديد من الأسماء، ولكن غالبًا يُشار له بشارع الكنيسة، أو القرية، ويوجد عدد من الأسماء البديلة للكنيسة وشارع ويلسلي في اللغة المحلية، بما في ذلك غيتو غاي، أو غايبورهود، أو قرية المثليين ولكن العديد من هذه الألقاب هي أسماء عامة في الدول الناطقة بالإنكليزية؛ لذلك نجدها لا تصف الكنيسة وشارع ويلسلي على وجه التحديد، بل تصف قرى المثليين عموماً، ويشير معظم الناس إليه ببساطة على أنه شارع الكنيسة أو القرية، لأن معظم المؤسسات التابعة للمثليين في المنطقة تقع في ذلك الشارع.

### الحانات
تشمل حانات وودي، وبيغاسوس في الكنيسة، وكروز وتانغوز، وغيرها.

### رابطة الأعمال التجارية
أُنشئت منطقة تحسين الأعمال التجارية في أكتوبر 2002، وفي صيف عام 2004، أطلقت رابطة الأعمال التجارية مشروعاً تجريبياً، إذ كانت تُغلق حركة المرور في المنطقة من شارع ويلسلي جنوبًا إلى شارع ألكسندر على بعد مبنيين من شارع الكنيسة في كل يوم أحد من الساعة العاشرة صباحًا حتى العاشرة مساءً خلال فترة فصل الصيف، وذلك من أجل التشجيع على زيادة أنشطة المشاة، غير أن هذا الأمر أثار جدلاً عندما اتّهم بعض أصحاب الأعمال التجارية مؤسسات تجارية أخرى بسرقة الزبائن عن طريق توفير وسائل الترفيه في الشوارع، وانتهى المخطط قبل ثلاثة أسابيع مما كان مقرراً له بسبب نقص الأموال.

## التاريخ
كان الجزء من الحي الذي يحدّه شارع يونغ وجارفيس وميتلاند وكارلتون من ممتلكات الإسكندر وود في السابق، وهو تاجر، وقاضٍ في كندا العليا، وقد حدثت معه فضيحة غريبة ذات طابع جنسي في عام 1810، وكانت تُسمّى أراضيه سُخرية منه باسم «مولي وود بوش» في أوائل القرن التاسع عشر، وكان حينها مولي مصطلحًا عامًا معاصرًا يشير للمثلية الجنسية.
شُيّد له تمثال من الخشب في ربيع عام 2005 عند تقاطع شارعي الكنيسة وألكسندر (التي سُميت ياسم وود) تكريمًا له بوصفه أحد أسلاف مجتمع المثليين الحديث في تورونتو.

### مستقبل غير مؤكّد
مع مرور الوقت، وتزايد انفتاح الرأي العام في تورنتو على المثلية الجنسية، نُوقش في السنوات الأخيرة دور حي الكنيسة وويلسلي كملاذ للمجتمع المثلي، فالعديد من الحانات والنوادي في جميع أنحاء تورنتو الآن صديقة للمثليين على الرغم من أنها تقع خارج قرية المثليين التقليدية، وأنها تقنيًا ليست حانات خاصة بالمثليين، لكنّها وجهات شائعة للشباب والشابات المثليين.
ارتفعت معدلات تأجير العقارات التجارية والسكنية بشكل ملحوظ في الحي، وأُجبرت الكثير من الشركات الخاصّة إلى إغلاق أعمالها، أو الانتقال إلى أماكن أخرى بسبب ذلك.
أُغلقت سلسلة برياب للأفلام الإباحية، ومحلات بيع الملابس الخاصة بالمثليين في شارع الكنيسة ومواقع أخرى في أكتوبر 2013 عندما أعلنت إفلاسها، وظل مكانها شاغرًا حتى يونيو 2019، وانتقلت العديد من الشركات الصغيرة التي يملكها المثليون إلى مناطق أرخص مثل كاباغي تاون الواقعة شرق منطقة الكنيسة وشارع ويلسلي.
الغالبية العظمى من المقيمين في المنطقة الآن هم رجال متوسطو العمر، يعملون بوظائف ثابتة، فمع وجود ارتفاعات أسعار الإيجارات لم يعد باستطاعة الشباب مثليي الجنس العيش في الحي، وقرر البعض الاستقرار في الاحياء القريبة كشارع جايمس تاون وكابتاون، بينما يرى آخرون أنه لم يعد من الضروري أن يعيشوا بالقرب من القرية، فقد أصبح بإمكانهم التعبير عن توجههم الجنسي بحرية دون أي خوف يُذكر من ردود الفعل تجاه ذلك.
أعرب العديد من أفراد المجتمع المثلي عن قلقهم من تراجع جاذبية الحي لدى الشباب، وخسارته للأعمال التجارية الصغيرة، ووجود أحياء أخرى في وسط المدينة تبعد كثيرًا عن منطقة الكنيسة وشارع ويلسلي، بما في ذلك باركاديل وترينيتي-بيلود وريفرديل وليليفيل تشكّل مناطق شعبية لسكان المجتمع المثلي، واكتسبت باركاديل تحديدًا لقب قرية كوير الغربية في السنوات الأخيرة.

## سياسيًا

### فيدراليًا
الحي عبارة عن جزء من الدائرة الانتخابية الفيدرالية لمركز تورنتو، ويُمثّل حالياً في مجلس العموم من قبل بيل مورينو من الحزب الليبرالي الكندي، ومن بين الممثلين السابقين بوب راي، وكريستينا فريلاند، وبيل غراهام.

### محليًا
كانت مارغريت كامبل (1973-1981) وسوزان فيش (1981-1987)، من بين المؤيدين الأكثر صخبًا لمبادرات المجتمع المثلي في الجمعية التشريعية لأونتاريو خلال فترة ولايتهما، وعلى الرغم من ذلك، ظلّت الأحزاب مترددة في تسمية مرشح مثلي علناً خوفاً من ردود الفعل العنيفة ضد هذه الأحزاب من قبل الأطراف الأخرى من المقاطعة، ففي عام 1981، رفض حزب أونتاريو الليبرالي ترشيح بيتر مالوني، ورفض حزب أونتاريو الديمقراطي الجديد ترشيح جون أرجو، وقد ادعى مالوني أنّه رُفض من قبل المسؤولين في الحزب لأنه «مُرشّح عن قضية واحدة».
فاز إيان سكوت في انتخابات عام 1987 على نظيره فيش بمقعد في الدائرة الانتخابية الإقليمية سانت جورج-سانت بعد إعادة توزيعها، لم يُعلن سكوت مثليته أثناء فترة عمله في الهيئة التشريعية، على الرغم من أن حقيقة ميوله الجنسية كانت معروفة، وقد أقرّ بذلك بعد تقاعده، وعندما فاز تيم ميرفي بالمقعد في انتخابات فرعية أجريت عام 1993 بعد استقالة سكوت من المجلس التشريعي، كانت أولى مبادراته التشريعية الهامة كنائب برلماني تقديم مشروع قانون من شأنه أن يوسع نطاق حقوق الأزواج المثليين.
وفي انتخابات عام 1999 حدثت عملية إعادة توزيع أخرى، وكان من خلالها جورج سميثرمان أول مثلي علني يُنتخَب لعضوية المجلس التشريعي في أونتاريو، وقد مثّل المقاطعة من عام 1999 حتى 2010، وجاء بعده غلين موراي، وهو مثلي الجنس بشكل علني أيضًا، واستقال موراي في سبتمبر 2017 لقبوله منصبًا في معهد بيمبينا.

## التركيبة السّكانية
بلغت نسبة السكان غير المهاجرين في عام 2006 حوالي 58%، ونسبة السكان المهاجرين 35%، والمقيمين غير الدائمين 7%، وفي عام 2011 كانت ما تزال نسبة السكان غير المهاجرين 58%، لكن ارتفعت نسبة المقيمين غير الدائمين من 7% إلى 10%، وبقيت نسبة السكان المهاجرين 32%.

## وسائل النقل
توفّر محطة ويلسلي للمترو عبر الخط الأول يونغ-جامعة إمكانية الوصول إلى شبكة مترو الأنفاق الواسعة في تورنتو، وتشمل المحطات الأخرى التي تقع على مسافة قريبة من الموقع ما يلي:
خط يونج -جامعة سبادينا:
- خط بلور-يونج
- الجامعة

خط بلور-دانفورث:
- خط بلور-يونج
- شربورن

## في الثقافة الشعبيّة
صُوّرت السلسلة التلفزيونية كوير أس فولك في منطقة الكنيسة وشارع ويلسلي، بإنتاج أمريكي كندي مشترك، وبالرغم من أن التصوير كان في الهواء الطلق داخل الحي، وتعرّف الجميع على الحي بشكل كامل، ولكن صُرّح أن التصوير جرى في بيتسبرغ بدلًا من تورنتو.

## مشاهير
- إنزا أندرسون، شخصية إعلامية متحولة جنسياً ومرشّحة سياسية.
- مارك إيليوت، أول مضيف برنامج حواري مثلي علنيًا يعمل مع شبكة سي إف أر بي.
- مالكوم إنجرام، مخرج الفيلم الوثائقي بار للمثليين في بلدة صغيرة.
- كايل راي، مستشار مدينة تورنتو السابق.